# Bulend Biščević
Bulend Biščević (Sarajevo, 10 marzo 1975) è un ex calciatore bosniaco, di ruolo difensore o mediano.

## Carriera

### Club
Cresce nel Željeznicar, società nella quale tra il 1995 e il 2004 vince tre campionati bosniaci, tre Coppe di Bosnia e le uniche tre edizioni della Supercoppa bosniaca. Nel 2004 va a giocare a Cipro per poi andare in Croazia. Nel 2006 decide di ritornare in patria per concludere la sua carriera.

### Nazionale
Esordisce il 18 agosto del 1999 contro il Liechtenstein (0-0).

## Statistiche

### Cronologia presenze e reti in nazionale
| Cronologia completa delle presenze e delle reti in nazionale ― Bosnia ed Erzegovina | Cronologia completa delle presenze e delle reti in nazionale ― Bosnia ed Erzegovina | Cronologia completa delle presenze e delle reti in nazionale ― Bosnia ed Erzegovina | Cronologia completa delle presenze e delle reti in nazionale ― Bosnia ed Erzegovina | Cronologia completa delle presenze e delle reti in nazionale ― Bosnia ed Erzegovina | Cronologia completa delle presenze e delle reti in nazionale ― Bosnia ed Erzegovina | Cronologia completa delle presenze e delle reti in nazionale ― Bosnia ed Erzegovina | Cronologia completa delle presenze e delle reti in nazionale ― Bosnia ed Erzegovina |
| Data                                                                                | Città                                                                               | In casa                                                                             | Risultato                                                                           | Ospiti                                                                              | Competizione                                                                        | Reti                                                                                | Note                                                                                |
| ----------------------------------------------------------------------------------- | ----------------------------------------------------------------------------------- | ----------------------------------------------------------------------------------- | ----------------------------------------------------------------------------------- | ----------------------------------------------------------------------------------- | ----------------------------------------------------------------------------------- | ----------------------------------------------------------------------------------- | ----------------------------------------------------------------------------------- |
| 18-8-1999                                                                           | Vaduz                                                                               | Liechtenstein                                                                       | 0 – 0                                                                               | Bosnia ed Erzegovina                                                                | Amichevole                                                                          | -                                                                                   | 51’                                                                                 |
| 22-7-2001                                                                           | Bihać                                                                               | Bosnia ed Erzegovina                                                                | 2 – 2                                                                               | Iran                                                                                | Amichevole                                                                          | -                                                                                   |                                                                                     |
| 8-8-2001                                                                            | Teheran                                                                             | Sudafrica                                                                           | 2 – 4                                                                               | Bosnia ed Erzegovina                                                                | Amichevole                                                                          | -                                                                                   |                                                                                     |
| 10-8-2001                                                                           | Teheran                                                                             | Iran                                                                                | 4 – 0                                                                               | Bosnia ed Erzegovina                                                                | Amichevole                                                                          | -                                                                                   |                                                                                     |
| 15-8-2001                                                                           | Sarajevo                                                                            | Bosnia ed Erzegovina                                                                | 2 – 0                                                                               | Malta                                                                               | Amichevole                                                                          | -                                                                                   | 46’                                                                                 |
| 7-10-2001                                                                           | Zenica                                                                              | Bosnia ed Erzegovina                                                                | 5 – 0                                                                               | Liechtenstein                                                                       | Qual. Mondiali 2002                                                                 | -                                                                                   | 72’                                                                                 |
| 17-4-2002                                                                           | Zagabria                                                                            | Croazia                                                                             | 2 – 0                                                                               | Bosnia ed Erzegovina                                                                | Amichevole                                                                          | -                                                                                   | 59’                                                                                 |
| 21-8-2002                                                                           | Sarajevo                                                                            | Bosnia ed Erzegovina                                                                | 0 – 2                                                                               | Serbia e Montenegro                                                                 | Amichevole                                                                          | -                                                                                   |                                                                                     |
| 12-2-2003                                                                           | Cardiff                                                                             | Galles                                                                              | 2 – 2                                                                               | Bosnia ed Erzegovina                                                                | Amichevole                                                                          | -                                                                                   | 90’                                                                                 |
| 29-3-2003                                                                           | Zenica                                                                              | Bosnia ed Erzegovina                                                                | 2 – 0                                                                               | Lussemburgo                                                                         | Qual. Euro 2004                                                                     | -                                                                                   | 45’ 68’                                                                             |
| 2-4-2003                                                                            | Copenaghen                                                                          | Danimarca                                                                           | 0 – 2                                                                               | Bosnia ed Erzegovina                                                                | Qual. Euro 2004                                                                     | -                                                                                   | 73’                                                                                 |
| 6-9-2003                                                                            | Zenica                                                                              | Bosnia ed Erzegovina                                                                | 1 – 0                                                                               | Norvegia                                                                            | Qual. Euro 2004                                                                     | -                                                                                   | 89’                                                                                 |
| 10-9-2003                                                                           | Lussemburgo                                                                         | Lussemburgo                                                                         | 0 – 1                                                                               | Bosnia ed Erzegovina                                                                | Qual. Euro 2004                                                                     | -                                                                                   | 62’                                                                                 |
| 11-10-2003                                                                          | Sarajevo                                                                            | Bosnia ed Erzegovina                                                                | 1 – 1                                                                               | Danimarca                                                                           | Qual. Euro 2004                                                                     | -                                                                                   | 85’                                                                                 |
| 18-2-2004                                                                           | Skopje                                                                              | Macedonia del Nord                                                                  | 1 – 0                                                                               | Bosnia ed Erzegovina                                                                | Amichevole                                                                          | -                                                                                   | 71’                                                                                 |
| 31-3-2004                                                                           | Lussemburgo                                                                         | Lussemburgo                                                                         | 1 – 2                                                                               | Bosnia ed Erzegovina                                                                | Amichevole                                                                          | -                                                                                   | 71’                                                                                 |
| 28-4-2004                                                                           | Zenica                                                                              | Bosnia ed Erzegovina                                                                | 1 – 0                                                                               | Finlandia                                                                           | Amichevole                                                                          | -                                                                                   | 84’                                                                                 |
| 3-9-2005                                                                            | Teheran                                                                             | Iran                                                                                | 2 – 1                                                                               | Bosnia ed Erzegovina                                                                | Amichevole                                                                          | -                                                                                   | 80’                                                                                 |
| Totale                                                                              |                                                                                     | Presenze                                                                            | 19                                                                                  |                                                                                     | Reti                                                                                | 0                                                                                   |                                                                                     |

## Palmarès

### Club

#### Competizioni nazionali
- Campionato bosniaco: 1

Željeznicar: 1997-1998, 2000-2001, 2001-2002
- Coppa di Bosnia: 3

Željeznicar: 1999-2000, 2000-2001, 2002-2003
- Supercoppa della Bosnia ed Erzegovina: 3

Željeznicar: 1998, 2000, 2001
- Campionato croato: 1

Hajduk Spalato: 2004-2005
- Supercoppa di Croazia: 1

Hajduk Spalato: 2005